# Fattoria medicea di Stabbia

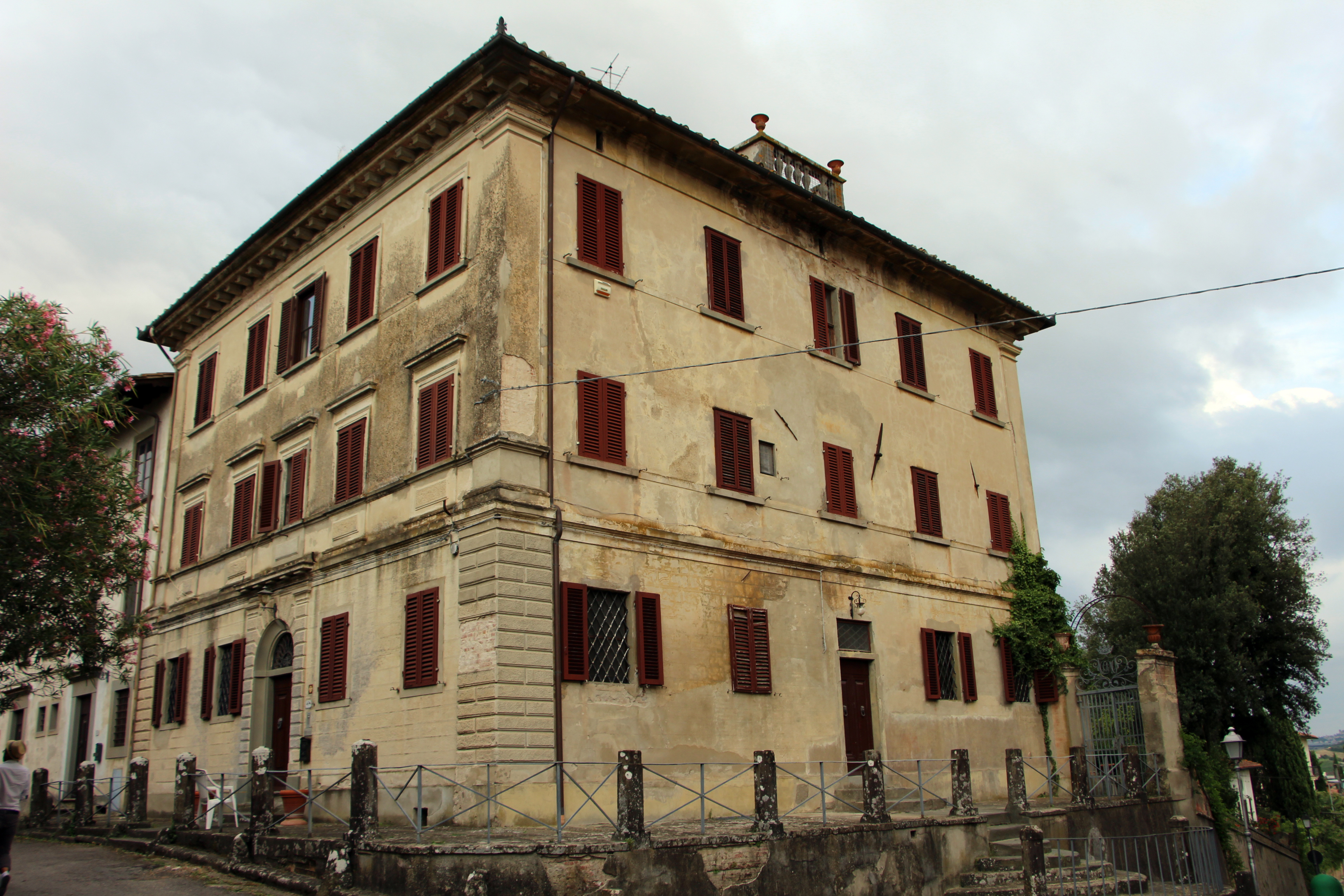
La villa Migliorati, facente parte del complesso

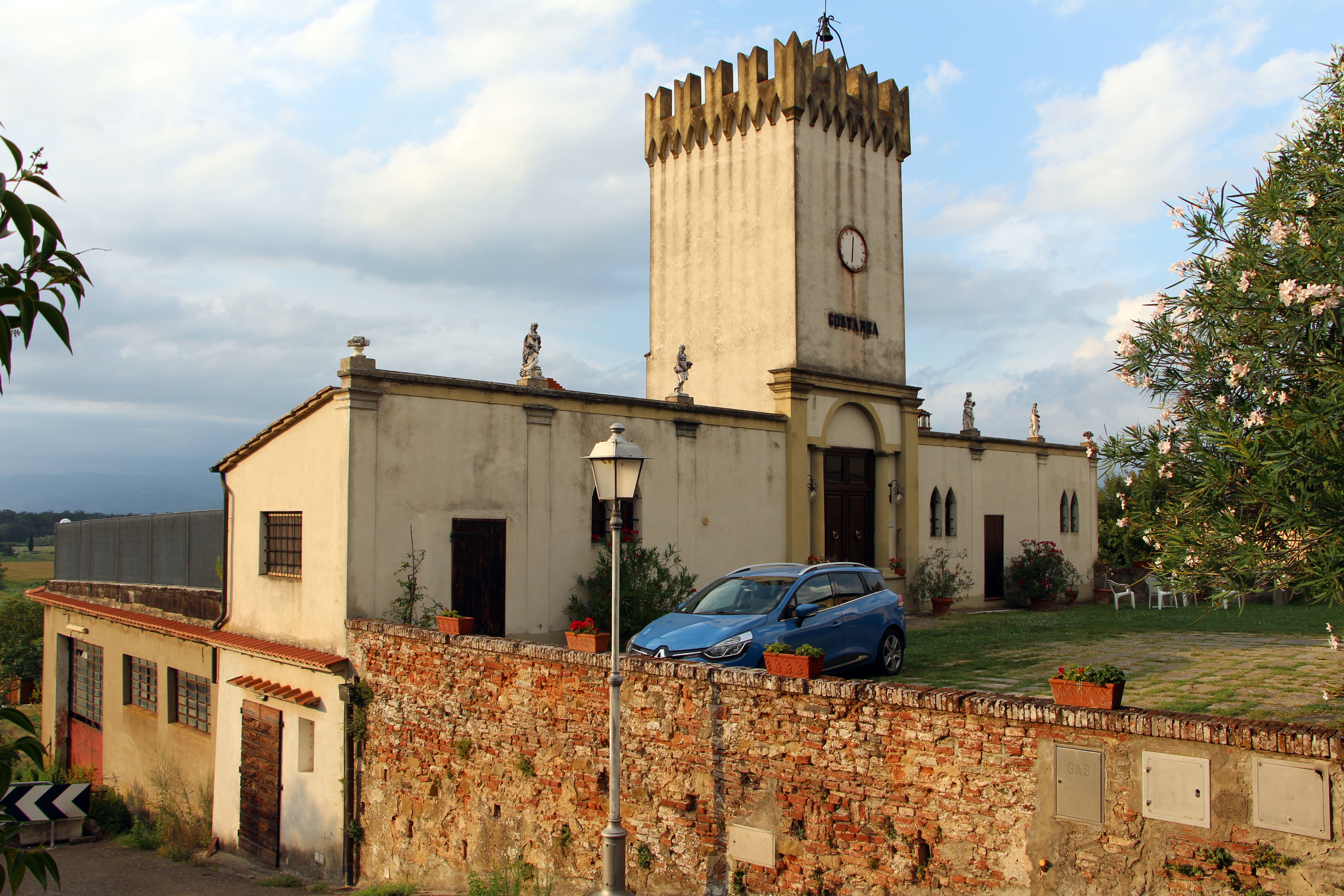
Il torrino

La fattoria medicea di Stabbia si trova nel centro di Stabbia, una frazione di Cerreto Guidi (provincia di Firenze). Fa parte di un nutrito gruppo di ville minori o ville-fattoria che i Medici eressero nei territori da loro controllati, con maggiore frequenza nella seconda metà del Cinquecento.

## Storia e descrizione
La villa prende il nome dal poggio omonimo, in una posizione panoramica nei pressi sia della villa medicea di Cerreto Guidi, sia della zona paludosa del Padule di Fucecchio. Questo luogo era stato sfruttato dalla Repubblica fiorentina sin dall'inizio del Quattrocento, per le risorse faunistiche e ittiche della zona del Padule, ma fu Cosimo I che vi fece costruire una residenza tra il 1548 e il 1568, riedificando una precedente fortificazione appartenuta alla famiglia Soderini e comprata dai Medici già dal duca Alessandro.
Il progetto è attribuito a Niccolò Tribolo, coadiuvato da Davide Fortini, che nel 1550, prima della morte, stava lavorando anche alla costruzione di argini nel vicino lago di Fucecchio.
La villa era degna di figurare tra le prestigiose proprietà della casata ed aveva un ampio salone centrale, portali in pietra serena e un mezzanino per la servitù. Nel 1568 un inventario dei beni di Cosimo I la descrive come «...un palazzo da signore con una piazza dinnanzi il Lago, con un poco d'orto dietro et una stalletta sulla piazza». Facevano parte della tenuta anche le fornaci, le case per i contadini e tredici poteri, gestiti da due fattori.
La villa, centro amministrativo delle proprietà medicee nel padule, venne donata da Cosimo ai figli don Pietro e il cardinale Ferdinando, ma perse gradualmente di importanza via via che nuove fattorie granducali venivano costruite nella Valdinievole (Ponte a Cappiano, Montevettolini, Bellavista e Castelmartini) in concomitanza con i lavori di bonifica che proseguivano nel lago.
Passata al figlio di Ferdinando, don Lorenzo de' Medici, che si distinse per l'oculata amministrazione, confluì nei possedimenti dei Lorena con la scomparsa della casata medicea. I nuovi granduchi avevano una visione completamente diversa delle ville, più utilitaristica e legata a un concetto di rendiconto immediato, per cui decisero di alienare gran parte del patrimonio fondiario mediceo dopo il 1777. Aveva 11 poderi in 2 corpi separati con 4 capanne. Dal 1781 è venduta al fattore Palandri.
Da allora è sempre rimasta in mani private e lo è tuttora, per cui non è aperta al pubblico.